# Saison 1974-1975 de l'AMH
Saison précédente Saison suivante
La saison 1974-1975 de l'Association mondiale de hockey a été la troisième saison de la ligue aujourd'hui défunte. Chaque franchise a joué 78 matchs.

## Saison régulière

### Classements
| Clt | Équipe               | PJ | V  | D  | N | BP  | BC  | Pts |
| --- | -------------------- | -- | -- | -- | - | --- | --- | --- |
| 1   | Nordiques de Québec  | 78 | 46 | 32 | 0 | 331 | 299 | 92  |
| 2   | Toros de Toronto     | 78 | 43 | 33 | 2 | 349 | 304 | 88  |
| 3   | Jets de Winnipeg     | 78 | 38 | 35 | 5 | 322 | 293 | 81  |
| 4   | Blazers de Vancouver | 78 | 37 | 39 | 2 | 256 | 270 | 76  |
| 5   | Oilers d'Edmonton    | 78 | 36 | 38 | 4 | 279 | 279 | 76  |

| Clt | Équipe                            | PJ | V  | D  | N | BP  | BC  | Pts |
| --- | --------------------------------- | -- | -- | -- | - | --- | --- | --- |
| 1   | Whalers de la Nouvelle-Angleterre | 78 | 43 | 30 | 5 | 274 | 279 | 91  |
| 2   | Crusaders de Cleveland            | 78 | 35 | 40 | 3 | 236 | 258 | 73  |
| 3   | Cougars de Chicago                | 78 | 30 | 47 | 1 | 261 | 312 | 61  |
| 4   | Racers d'Indianapolis             | 78 | 18 | 57 | 3 | 216 | 338 | 39  |

| Clt | Équipe                       | PJ | V  | D  | N | BP  | BC  | Pts |
| --- | ---------------------------- | -- | -- | -- | - | --- | --- | --- |
| 1   | Aeros de Houston             | 78 | 53 | 25 | 0 | 369 | 247 | 106 |
| 2   | Mariners de San Diego        | 78 | 43 | 31 | 4 | 326 | 268 | 90  |
| 3   | Fighting Saints du Minnesota | 78 | 42 | 33 | 3 | 308 | 279 | 87  |
| 4   | Roadrunners de Phoenix       | 78 | 39 | 31 | 8 | 300 | 265 | 86  |
| 5   | Racers d'Indianapolis        | 78 | 21 | 53 | 4 | 205 | 341 | 46  |

- En gras : champion de la saison régulière, qualifié pour les séries
- En italique : qualifié pour les séries

## Séries éliminatoires
- Premier tour
  - Aeros 4-1 Crusaders
  - Nordiques 4-1 Roadrunners
  - Fighting Saints 4-2 Whalers
  - Mariners 4-2 Toros
- Deuxième tour
  - Nordiques 4-2 Fighting Saints
  - Aeros 4-0 Mariners
- Finale du Trophée mondial Avco

Les Aeros de Houston l'ont emporté sur les Nordiques sur le score de 4 matchs à 0 avec un total de 20 buts pour les Aeros et 7 pour les québécois.

## Trophées de l'AMH
| Trophée Gary-L.-Davidson :   | Bobby Hull, Jets de Winnipeg              |
| Trophée Bill-Hunter :        | André Lacroix, Mariners de San Diego      |
| Trophée Lou-Kaplan :         | Anders Hedberg, Jets de Winnipeg          |
| Trophée Ben-Hatskin :        | Ron Grahame, Aeros de Houston             |
| Trophée Dennis-A.-Murphy :   | Jean-Claude Tremblay, Nordiques de Québec |
| Trophée Paul-Deneau :        | Mike Rogers, Oilers d'Edmonton            |
| Trophée Robert-Schmertz :    | Alex Hucul, Roadrunners de Phoenix        |
| Meilleur joueur des séries : | Ron Grahame, Aeros de Houston             |